# ホウチャクソウ
ホウチャクソウ（宝鐸草、学名: Disporum sessile var. sessile または Disporum sessile）はチゴユリ属に分類される植物。
アジア大陸の東端（極東ロシアから東南アジア）全域に見られ、日本全国に分布する。山地や丘陵地の雑木林などの樹間のひらけた場所に群生する。初夏に地味だが白から緑へのグラデーションが美しい花をつける。

## 特徴
多年草で、地下茎を延ばして先端に翌年の株ができる擬似一年草。草丈は30 - 60センチメートル (cm) になる。葉は互生し、葉身は長楕円形。茎は上部で分かれる。
花期は春から初夏にかけて（5月 - 6月中旬）。上部で分岐した枝先に、長さ2 cmほどの細長い筒状の花が1 - 3個垂れ下がって咲く。花被片は6枚（3枚の花びらと3枚のガク）で合着しないが、チゴユリ（D. smilacinum）のようには開かないので筒状に見える。花被片が合着しない点で、よく似たアマドコロ属 Polygonatum と見分けることができる。花の先端ほど緑色が濃い。花の後には直径1cmほどの実がなり黒紫色の液果となる。
チゴユリと自然交配することがありホウチャクチゴユリと呼ぶ。

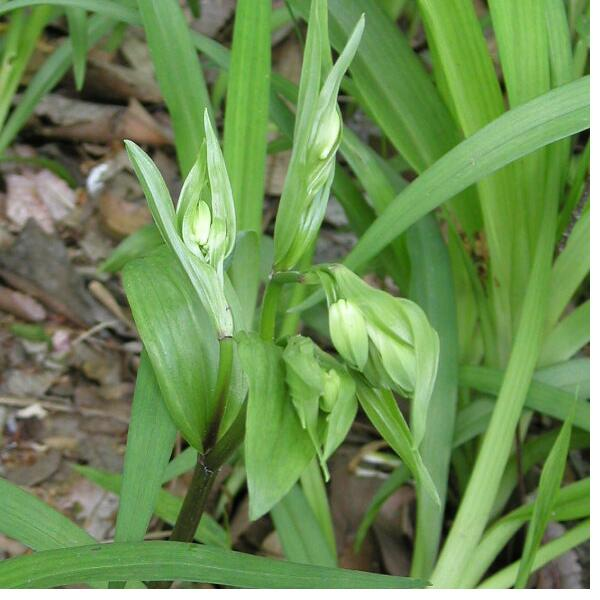
開きかけのホウチャクソウ
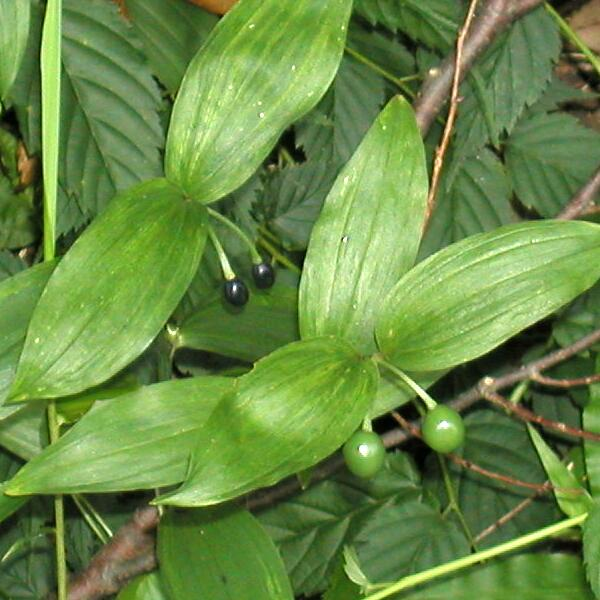
ホウチャクソウの実

## 有毒
全草有毒といわれているが、成分などは明らかにはなっていない。若芽にアルカロイド成分を含む。山菜として利用されるアマドコロやナルコユリ、ユキザサの若芽と似ており、注意が必要であるが、ホウチャクソウは摘んだときに独特の臭気を発するため判別可能である。ホウチャクソウはアク抜きをしても、臭いと苦味が強く食べられない。

## 名前の由来

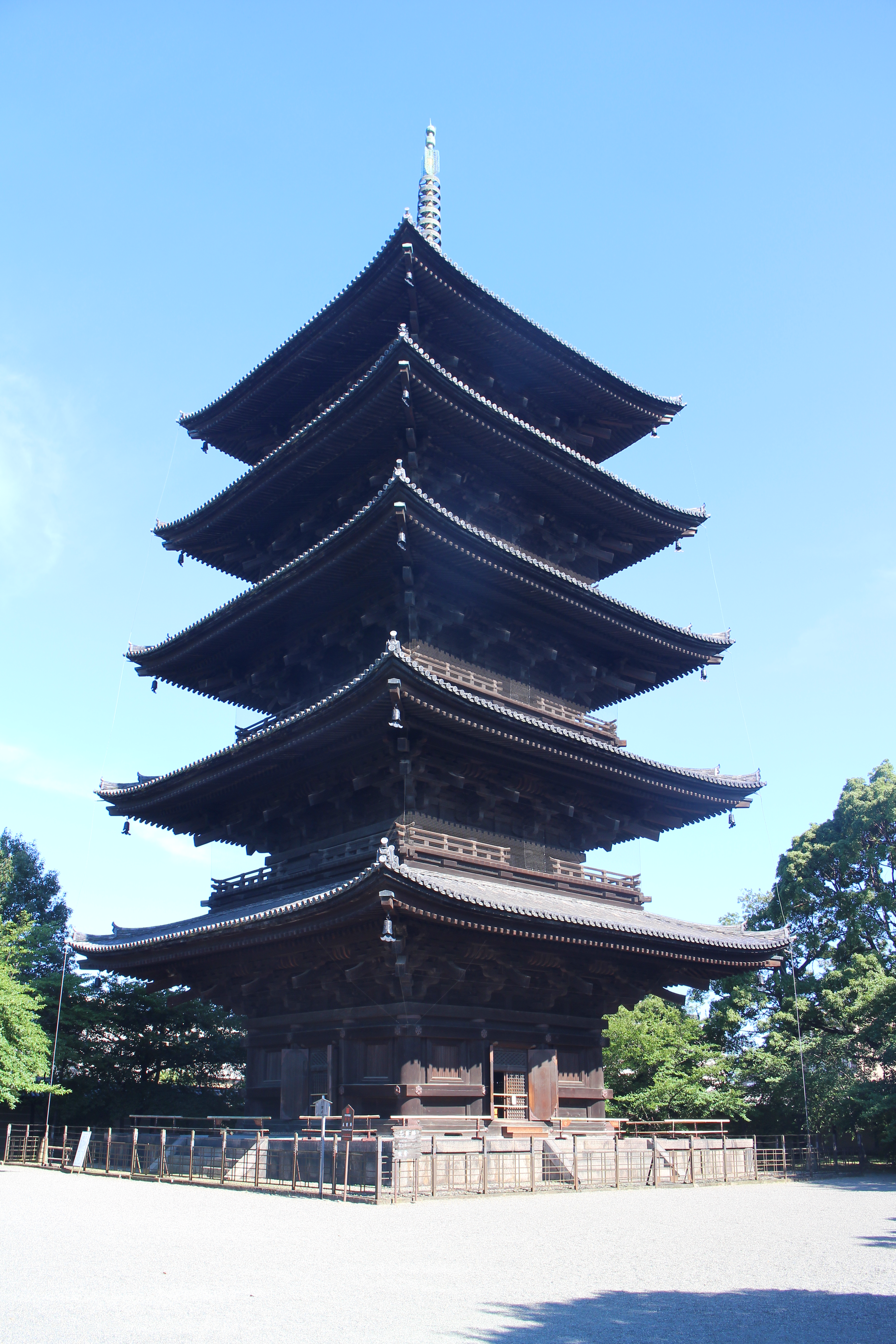
東寺（京都市南区）五重塔に見られる宝鐸

寺院建築物の軒先の四隅に吊り下げられた飾り（風鐸と呼称するのが一般的だが、宝鐸とも言う）に、花が垂れ下がって咲く形状が似ていることから名づけられた。